# Station Best
Station Best is een spoorwegstation in de gemeente Best, aan staatslijn E, de spoorlijn van Breda naar Eindhoven. Het station is gedeeltelijk gelegen in de spoortunnel Best. Het station (2002) bestaat uit een glazen overkapping over vier perronsporen. De architect van dit station is Theo Fikkers.

## Geschiedenis
Het station is geopend op 1 juli 1866. Bij het ontstaan van de NS in 1938 werd dit station op 15 mei van dat jaar gesloten. Op 10 juni 1940 werd het station heropend op dezelfde locatie. Het stationsgebouw kent 3 fases. Van 1864 tot 1977 bestond het station uit een standaardstation 5e klasse. Het gebouw bestond uit een hoog middendeel met aan beide zijden een korte vleugel. In 1977 werd dit stationsgebouw gesloopt en vervangen door een stationsgebouw type Beilen. Dit gebouw is in 2000 gesloopt.

## Treinverbindingen
De volgende treinseries halteren in de dienstregeling 2025 te Best:
| Serie | Treinsoort    | Route                                                                 | Bijzonderheden |
| ----- | ------------- | --------------------------------------------------------------------- | --- |
| 4400  | Sprinter (NS) | Oss – 's-Hertogenbosch – Best – Eindhoven Centraal – Helmond – Deurne | Rijdt in de ochtendspits van maandag t/m donderdag twee ritten van/naar Oss, waarbij richting Oss non-stop wordt gereden tussen 's-Hertogenbosch en Oss. |
| 6400  | Sprinter (NS) | Tilburg Universiteit – Tilburg – Best – Eindhoven Centraal – (Weert)  | Rijdt tussen 20:00 en 22:00 uur en op zondag 1x/uur tussen Eindhoven Centraal en Weert. Rijdt na 22:00 uur 1x/uur op het hele traject.                   |

In de avond rijden sommige sprinters richting Weert (6400-serie) niet verder dan Eindhoven Centraal. Dit geldt ook voor de laatste twee sprinters richting Deurne (4400-serie).
Van 7 april 2008 tot en met 11 april 2010 stopte op werkdagen ook de intercity Eindhoven – Schiphol te Best vanwege uitgebreide werkzaamheden aan de A2 in de regio 's-Hertogenbosch/Eindhoven.

## Voor- en natransport
Er is een (semi-)bewaakte fietsenstalling met een fietsenwerkplaats voor reparaties, waar ook OV-fietsen verhuurd worden. Verder is er parkeergelegenheid voor auto's en een taxistandplaats; ten slotte is er een bushalte voor de volgende buslijnen:
| Lijn      | Bestemming                 | Via                                                                                   | Vervoerder | Bijzonderheden                         |
| Stadsbus  | Stadsbus                   | Stadsbus                                                                              | Stadsbus   | Stadsbus                               |
| --------- | -------------------------- | ------------------------------------------------------------------------------------- | ---------- | -------------------------------------- |
| 9         | Station Eindhoven Centraal | Best (Wilhelminadorp, Villawijk), Acht, Eindhoven (Driehoeksbos, Prinsejagt, WoensXL) | Hermes     |                                        |
| Streekbus |                            |                                                                                       |            |                                        |
| 20        | Eindhoven High Tech Campus | Eindhoven Airport, Veldhoven                                                          | Hermes     | Rijdt niet 's avonds en in het weekend |
| 141       | Station Tilburg            | Oirschot, Spoordonk, Moergestel                                                       | Arriva     |                                        |
| 142       | Station Tilburg            | Oirschot, Oostelbeers, Middelbeers, Diessen, Hilvarenbeek                             | Arriva     | Rijdt niet 's avonds en in het weekend |
| Buurtbus  |                            |                                                                                       |            |                                        |
| 204       | Schijndel Kluisstraat      | Sint-Oedenrode, Liempde, Boxtel                                                       | Arriva     | Rijdt niet 's avonds en in het weekend |
| 260       | Geldrop Ziekenhuis         | Son, Breugel, Nuenen                                                                  | Hermes     | Rijdt niet 's avonds en in het weekend |

## Ontwikkeling aantal reizigers
Het aantal door NS vervoerde reizigers (per gemiddelde werkdag) ontwikkelde zich sedert 2019 als volgt:
| Jaar | Aantal reizigers |
| ---- | ---------------- |
| 2019 | 6.255            |
| 2020 | 2.755            |
| 2021 | 3.083            |
| 2022 | 4.489            |
| 2023 | 5.090            |
| 2024 | 4.935            |

## Afbeeldingen

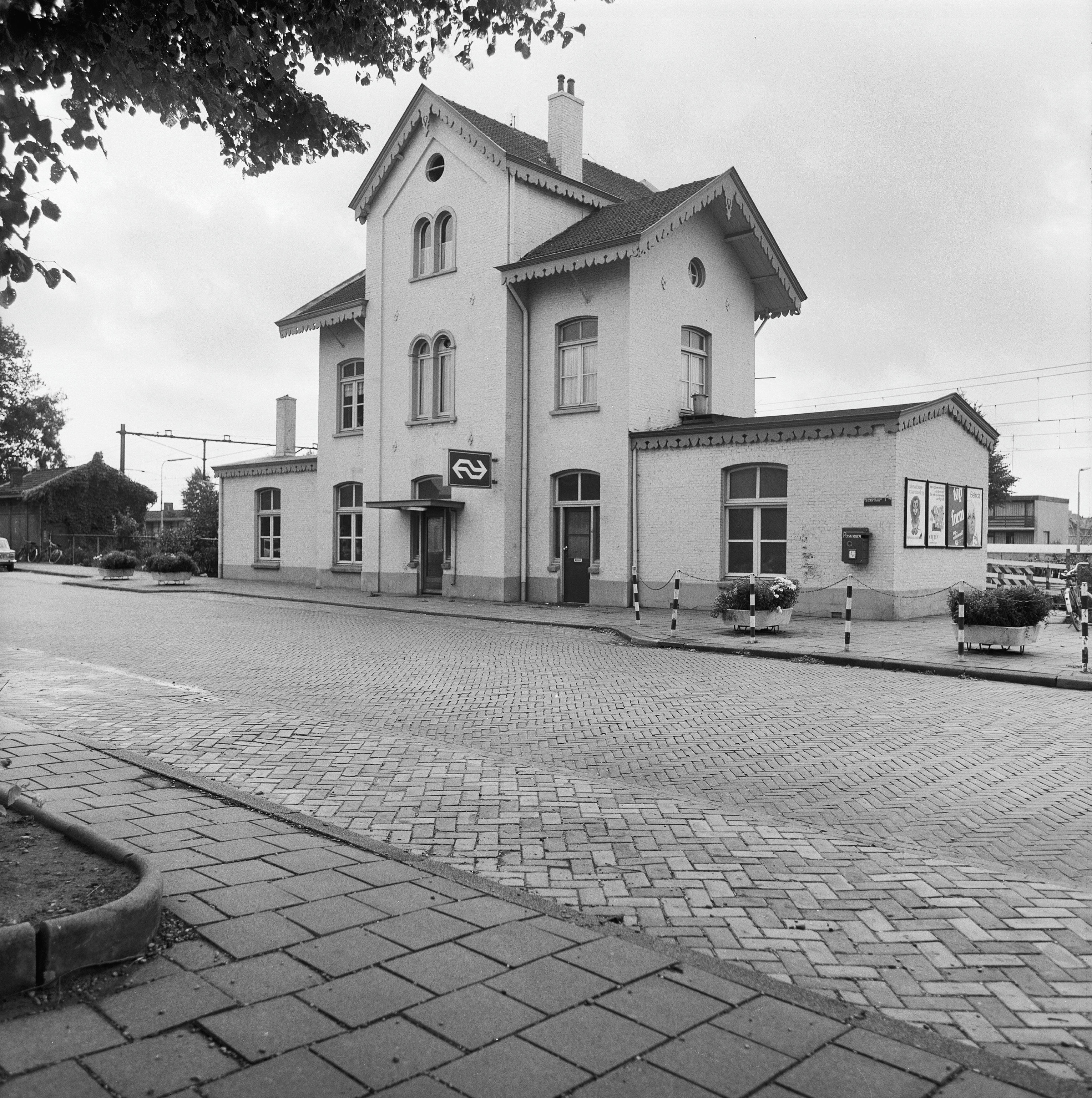
Station Best in 1973
Het nieuwe stationsgebouw
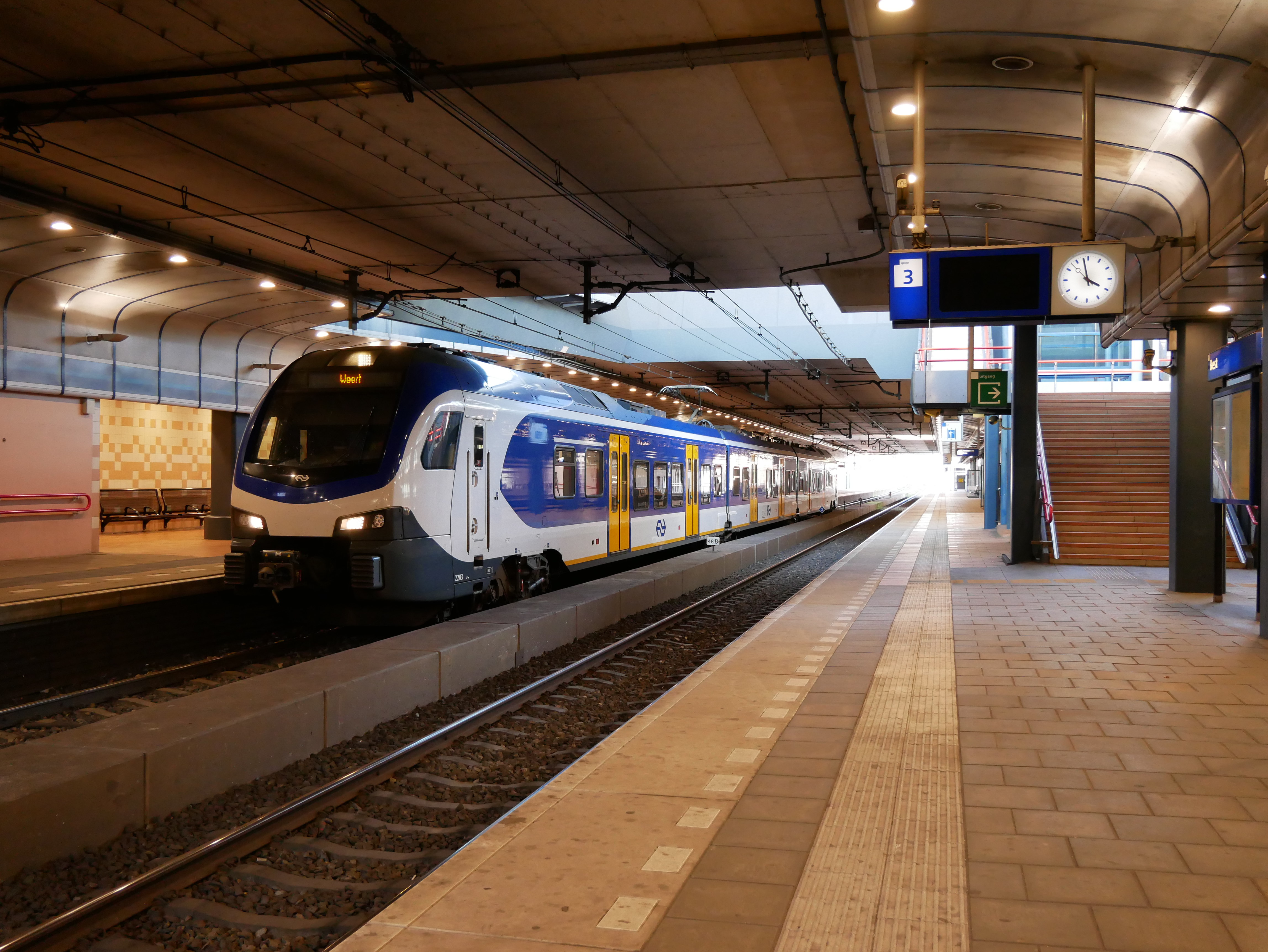
NS FLIRT op het station
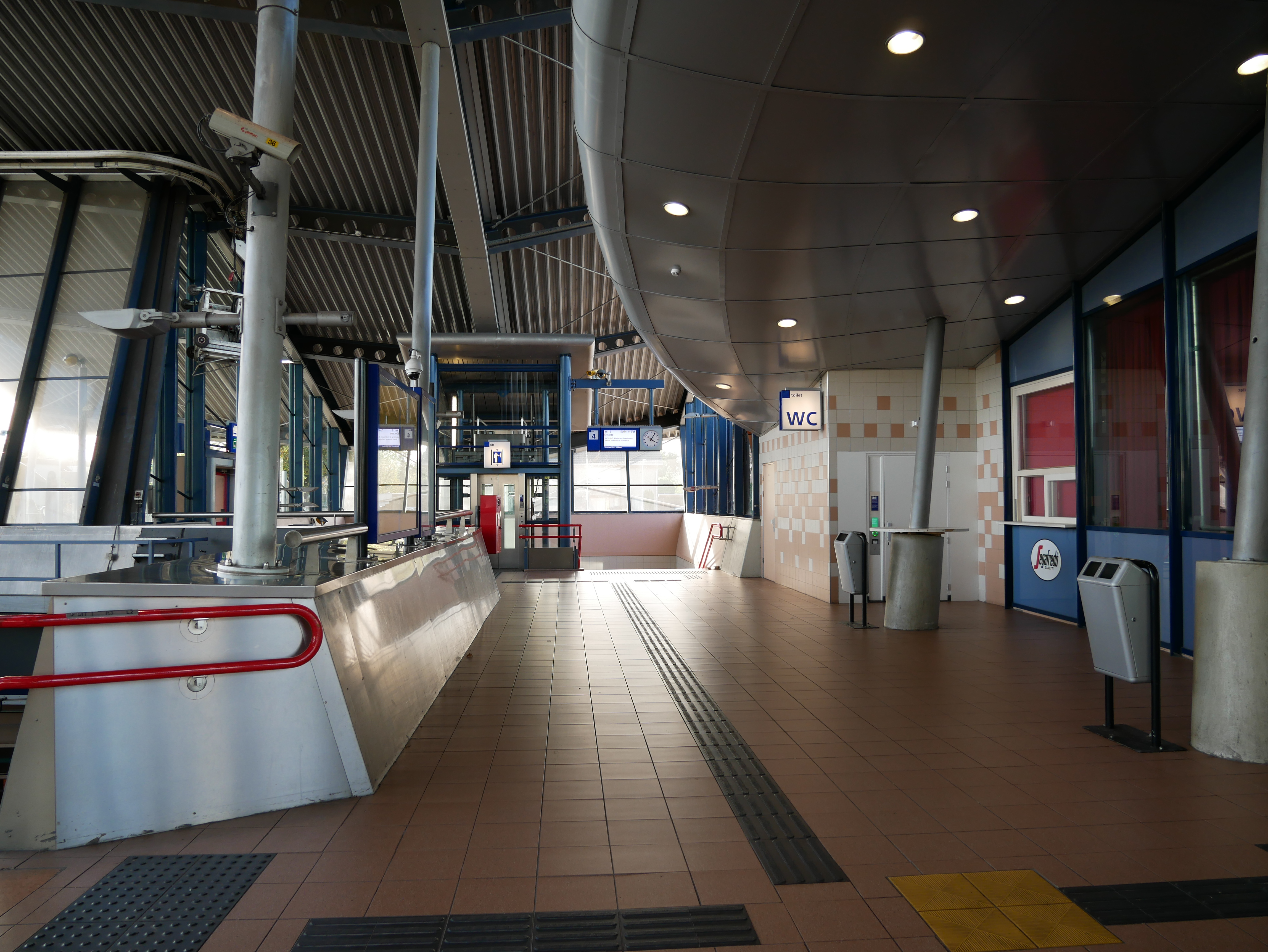
De stationshal

Bergen op Zoom · 
Best · 
Boxmeer · 
Boxtel · 
Breda · 
-Prinsenbeek · 
Cuijk · 
Deurne · 
Eindhoven:
-Centraal · 
-Stadion · 
-Strijp-S ·
Etten-Leur · 
Geldrop · 
Gilze-Rijen · 
Heeze · 
Helmond · 
-Brandevoort ·
-Brouwhuis · 
-'t Hout · 
's-Hertogenbosch · 
-Oost · 
Lage Zwaluwe · 
Maarheeze · 
Oisterwijk · 
Oss ·
-West · 
Oudenbosch · 
Ravenstein · 
Roosendaal · 
Rosmalen · 
Tilburg · 
-Reeshof · 
-Universiteit · 
Vierlingsbeek · 
Vught · 
Zevenbergen
Voormalige stations: zie de lijst van voormalige spoorwegstations in Noord-Brabant